# 玉水弘
玉水 弘（たまみず ひろし、1876年（明治年9年）3月25日 - 没年不詳）は、日本の技術者、実業家。関西ペイントの創業者。旧姓・花山。

## 経歴
三重県員弁郡中上村（久米村中上、東員村を経て現東員町中上）の花山家に生まれる。のち兵庫県の玉水庄太郎の養子となる。
第三高等学校を経て、1904年（明治37年）東京帝国大学工科大学応用化学科を卒業。先発メーカーの日本ペイント、東亜ペイントを経て独立。1917年（大正6年）に関西ペイント工業所を創業した。研究施設や工場拡大のための資金調達に窮し、岩井勝次郎を紹介され1918年、岩井商店の援助により関西ペイントを設立する事となる。
援助の代償として経営権を岩井商店に譲渡。自分は取締役兼技師長に退いたが、豊潤な資金を元に、国産初となるラッカーの開発に成功。企業として発展のきっかけを作った。1930年（昭和5年）タイガー計算器取締役社長に就任した。
二男一女をもうけたが、2人の息子が若くして戦死したことにより、現在の関西ペイントの経営に玉水家は全く無縁である。